# 張太后 (北燕宣帝)
张太后（？—？），中国五胡十六国时代北燕文成帝冯跋的母亲。她嫁給了长乐信都（今河北省冀州市）人冯安，生下冯跋。但史书没有明确记载馮跋兩位弟弟冯素弗、冯弘是否為她的亲生子。太平元年（409年），冯跋殺死了後燕君主慕容云（高云），自稱天王，追尊其祖父冯和為元皇帝，父親冯安為宣皇帝，尊母親张氏为皇太后，立妻孙氏为王后，子冯永为太子。之後，史書没有關於张太后的記載。